# Wünschensuhl
Wünschensuhl ist ein Ortsteil der Stadt Werra-Suhl-Tal im Wartburgkreis in Thüringen.

## Geografie
Wünschensuhl liegt sieben Kilometer östlich vom Verwaltungssitz Berka/Werra entfernt am Mittellauf der Suhl. Durch die Ortslage verläuft die Landesstraße 1023 von Herda nach Marksuhl.

## Geschichte
Die schriftliche Ersterwähnung als Windischensula erfolgte 1250: Werner, Abt von Hersfeld, bekundet, dass Dietrich von Wünschensuhl (Windeschen Sula) mit seiner Ehefrau Christine ein klostereigenes Gut bei Wünschensuhl [Stadtteil von Berka/Werra, Wartburgkr.] wie schon sein Onkel Wilhelm, der es von Ludwig [I.], Abt von Hersfeld, empfangen hatte, frei nutzen darf. Für die Nutzung hat er dem Kloster jährlich fünf Pfund Wachs zu geben.
Am 5. Dezember 1284 bestätigte Landgraf Albrecht von Thüringen, dass das Nonnenkloster Kreuzberg bei Vacha Güter von seinem Vogt Heinrich von Frankenstein, darunter auch im Ort Windischensula (Wünschensuhl) erhalten hat. Später gehörte der Ort zum hessisch-sächsischen Amt Hausbreitenbach.
Von C. Kronfeld wurden 1879 landeskundliche und statistischen Angaben zum Ort publiziert: Wünschensuhl (mit dem Rengershof, Dietrichsberg und Schabigsmühle) ist ein Dorf mit 72 Wohnhäusern und 424 Einwohnern. Die Gesamtfläche des Dorfes beträgt 716,84 ha, davon entfallen auf Hofstellen und Gärten 8,6 ha, Wiesen 57,4 ha, Ackerland 324,3 ha, Wald 304,8 ha, Teiche, Bäche und Flüsse 0,93 ha, Wege, Triften und Obstgehölze 20,7 ha. Der Viehbestand umfasst 22 Pferde, 235 Rinder, 365 Schafe, 107 Schweine, 41 Ziegen und 49 Bienenvölker.
Mit Wirkung vom 25. Mai 1995 wurde Wünschensuhl in die Stadt Berka/Werra eingegliedert. Diese ging zum 1. Januar 2019 in der Stadt Werra-Suhl-Tal auf.